# Paraspadella pulchella
Espèce
Synonymes
- Spadella pulchella Owre, 1963 - protonyme
- Spadella hummelincki Alvariño, 1970
- Paraspadella hummelincki (Alvariño, 1970)

Paraspadella pulchella est une espèce de chaetognathes de la famille des Spadellidae.

## Description
Paraspadella pulchella possède huit à dix crochets, deux à quatre dents antérieures et aucune postérieure. La longueur maximale d'un adulte est de 3 mm dont la moitié pour la queue. Le corps est ferme et musclé avec une musculature transversale sur le tronc. La tête est large avec des crochets non dentelés et il possède des yeux. Il possède une paire de nageoires latérales courtes, entièrement rayonnées et arrondies sur le tronc et la queue. Le pont de nageoire est absent. La collerette est longue. Absence de diverticules intestinaux. Les vésicules séminales sont de forme conique et touchent les nageoires postérieures et la nageoire caudale. Les ovaires sont de longueur moyenne avec de gros ovules et ils se situent près de l'extrémité postérieure du ganglion ventral. Présence de papilles adhésives et d'appendices adhésifs, les glandes apicales sont absentes.

## Répartition géographique
Paraspadella pulchella a été trouvé dans la cale de mise à l'eau Magueyes, dans la ville de La Parguera, à Porto Rico.